# Đảng Xã hội chủ nghĩa – cách mạng
Đảng Xã hội chủ nghĩa – cách mạng (tiếng Nga: Па́ртия социали́стов-революционе́ров, ПСР hay PSR), là một đảng chính trị lớn từng hoạt động mạnh vào thời kỳ muộn của Đế quốc Nga, hiện diện ở cả hai cuộc Cách mạng Nga 1917.